# Regne dels Països Baixos
El Regne dels Països Baixos (Koninkrijk der Nederlanden) és una entitat política que comprèn els Països Baixos (en neerlandès Nederland), Aruba, Curaçao i Sint Maarten. Tanmateix, el nombre i extensió dels territoris que el formen ha anat canviant a través de la història. El seu cap d'estat és el Monarca dels Països Baixos, actualment el Rei Guillem Alexandre.
| País                     | població (est. 2009) | àrea (km²) | densitat de pobl. (hab. per km²) | divisa                             |
| ------------------------ | -------------------- | ---------- | -------------------------------- | ---------------------------------- |
| Aruba                    | 106 050              | 193        | 538                              | Florí d'Aruba                      |
| Curaçao                  | 140 796              | 444        | 309                              | Florí de les Antilles Neerlandeses |
| Països Baixos            | 16 516 537           | 41 848     | 394                              |                                    |
| —Territori Europeu       | 16 500 156           | 41 526     | 394                              | Euro                               |
| —Bonaire                 | 12 103               | 288        | 40                               | Dòlar estatunidenc                 |
| —Saba                    | 1 524                | 13         | 115                              | Dòlar estatunidenc                 |
| —Sint Eustatius          | 2 754                | 21         | 3129                             | Dòlar estatunidenc                 |
| Sint Maarten             | 40 007               | 34         | 1 146                            | Florí de les Antilles Neerlandeses |
| Regne dels Països Baixos | 16 803 390           | 42 519     | 392                              |                                    |

El punt més alt n'és el volcà Mount Scenery (862 m) a la petita illa de Saba, una de les illes BES integrades als Països Baixos.

## Govern
En principi el regne té un govern central limitat que és responsable d'un petit nombre d'afers determinats a l'Estatut del Regne dels Països Baixos. A la pràctica, aquest govern s'encavalca amb el dels Països Baixos. El cap d'estat n'és el monarca, que encapçala l'executiu (regering) de cada una de les parts del regne. El monarca està representat per governadors a Aruba, Curaçao i Sint Maarten. Els afers pertinents al regne inclouen:
- Defensa
- Afers exteriors
- Ciutadania
- Extradició

Altres afers estan delegats als governs dels països constituents. Cadascun d'aquests països té la seva pròpia constitució descrivint-ne els fonaments de govern. El gabinet del consell del regne consisteix en els ministres dels Països Baixos i un ministre plenipotenciari pel que fa a les altres parts.
El Regne dels Països Baixos té un sol seient a les Nacions Unides i és membre de la Unió Europea. Tanmateix, ni Aruba ni Curaçao ni Sint Maarten no es consideren part de la UE, si bé hi disposen d'un estatus especial. Com que la ciutadania és competència del regne i no fa distinció entre els quatre països constituents, els ciutadans de tots ells ho són també de la Unió Europea.

## Història
El 1815, el Regne Unit dels Països Baixos consistia en els actuals Països Baixos, Bèlgica (o Zuidelijke Nederlanden, Països Baixos meridionals) i el Gran Ducat de Luxemburg. Aquest darrer era una unió personal lligada amb el reialme: el rei neerlandès era alhora gran duc de Luxemburg. A més el regne posseïa colònies a Amèrica (Surinam i les Antilles Neerlandeses) i Àsia (les Índies Neerlandeses, corresponents a l'actual Indonèsia).
El 1830 Bèlgica se separà del Regne dels Països Baixos.
Després de la mort del rei Guillem III el 1890 la unió personal amb Luxemburg s'acabà arran de llei successòries diferents: Luxemburg no permetia que una dona en fos Gran Duquessa per aplicació de la llei sàlica, mentre que els Països Baixos sí. Així, el títol de Gran Duc de Luxemburg anà a parar a una altra branca de la família Nassau, mentre que els Països Baixos entronitzaren la Reina Guillemina.
El 1949, després de quatre anys de lluita, les Índies Neerlandeses aconseguiren la independència. La Nova Guinea Neerlandesa romangué neerlandesa fins al 1963.
El 1954 s'aprovà l'Estatut pel Regne dels Països Baixos, d'acord amb el qual l'antiga relació colonial entre els Països Baixos i Surinam i les Antilles Neerlandeses fou abolida i substituïda per un nou lligam basat en la igualtat. Les àrees fora d'Europa (això és, dels Països Baixos en si) havien de rebre autonomia pel que fa a autogovern, essent els Països Baixos responsables de les seves política exterior i la defensa.
El 1975 Surinam abandonà el Regne.
El 1986 Aruba, fins llavors part de les Antilles Neerlandeses, esdevingué un membre independent del Regne.
L'octubre de 2010 es dissolgueren les Antilles Neerlandeses. Curaçao i Sint Maarten varen passar a ser membres constitutius del Regne, mentre que Bonaire, Sint Eustatius i Saba (les anomenades illes BES) s'uniren als Països Baixos com a municipis especials.